# La Bonanova
La Bonanova[cita requerida] (en mallorquín Sa Bonanova) es un barrio de la ciudad de Palma de Mallorca, Baleares, España.
Se encuentra delimitado por los barrios de San Agustín, Cala Mayor, Portopí, Génova, El Terreno, Bellver y La Teulera.
Alcanzaba en el año 2015 la cifra de 3.004 habitantes.
Se accede con la línea 46 de la Empresa Municipal de Transportes de Palma de Mallorca (EMT).
- Datos: Q5962269